# Bankner
Bankner è una suddivisione dell'India, classificata come census town, di 21.085 abitanti, situata nel distretto di Delhi Nord Ovest, nello territorio federato di Delhi. In base al numero di abitanti la città rientra nella classe III (da 20.000 a 49.999 persone).

## Geografia fisica
La città è situata a 28° 50' 54 N e 77° 04' 17 E.

## Società

### Evoluzione demografica
Al censimento del 2001 la popolazione di Bankner assommava a 21.085 persone, delle quali 11.588 maschi e 9.497 femmine. I bambini di età inferiore o uguale ai sei anni assommavano a 3.300, dei quali 1.853 maschi e 1.447 femmine. Infine, coloro che erano in grado di saper almeno leggere e scrivere erano 13.463, dei quali 8.248 maschi e 5.215 femmine.